# Манов, Эмил
Эми́л Радославов Мано́в (болг. Емил Радославов Манов; 29 июля 1919, София, Болгария — 30 августа 1982, там же) — болгарский писатель, прозаик, фантаст.

## Биография
Эмил Манов родился в Софии 29 июля 1919 году. В 1937 году окончил 1-ю мужскую гимназию в Софии, а в 1941 году — юридический факультет Софийского университета. Сотрудничал в литературных изданиях. Участвовал в движении Сопротивления во время Второй мировой войны. Был осужден на пожизненное тюремное заключение. После освобождения в 1944 году стал офицером Болгарской армии, получил звание полковника. В 1952—1954 годах — заместитель председателя Комитета по науке, искусству и культуре, в 1955—1958 годах — заместитель главного редактора издательства «Български писател», в 1958—1966 годах — главный редактор газеты «Родна реч», в 1967−1968 годах — заместитель председателя Союза болгарских писателей. Автор романов, повестей, рассказов, очерков и пьес, киносценарист. Умер в Софии 30 августа 1982 года.

## Произведения

### Романы
- 1947 — Пленённая стая (экранизирован в 1962 году)
- 1971 — Галактическая баллада
- 1981 — Путешествие в Уибробию

### Повести и рассказы
- 1962 — Веточка миндаля
- 1967 — Ваня и статуэтка
- 1981 — Остров Утопия
- 1982 — Неправдоподобная история

### Пьесы
- 1963 — Ошибка Авеля
- 1974 — Улица безымянных

### Сценарии
- 1967 — В конце лета